# Kivijärvi (Tärendö socken, Norrbotten, 748585-178108)
Kivijärvi är en sjö i Pajala kommun i Norrbotten och ingår i Kalixälvens huvudavrinningsområde. Sjön har en area på 0,0734 kvadratkilometer och ligger 247 meter över havet. Sjön avvattnas av vattendraget Kiimajoki.

## Delavrinningsområde
Kivijärvi ingår i det delavrinningsområde (747845-179423) som SMHI kallar för Mynnar i Tärendöälvens vattendragsyta. Medelhöjden är 206 meter över havet och ytan är 40,29 kvadratkilometer. Det finns inga avrinningsområden uppströms utan avrinningsområdet är högsta punkten. Kiimajoki som avvattnar avrinningsområdet har biflödesordning 3, vilket innebär att vattnet flödar genom totalt 3 vattendrag innan det når havet efter 202 kilometer. Avrinningsområdet består mestadels av skog (52 procent) och sankmarker (44 procent). Avrinningsområdet har 0,08 kvadratkilometer vattenytor vilket ger det en sjöprocent på 0,2 procent.